# گلن دیویس (بازیکن فوتبال)
گلن دیویس (انگلیسی: Glen Davies؛ زادهٔ ۲۰ فوریهٔ ۱۹۷۶) بازیکن فوتبال اهل بریتانیا است.
از باشگاه‌هایی که در آن بازی کرده‌است می‌توان به باشگاه فوتبال هارتل پول یونایتد، باشگاه فوتبال وورتینگ، باشگاه فوتبال برجس هیل تاون، و باشگاه فوتبال برنلی اشاره کرد.